# دیلن باکی
دیلن باکی (انگلیسی: Dylan Bikey؛ زادهٔ ۱۸ فوریهٔ ۱۹۹۵) بازیکن فوتبال اهل فرانسه است.
از باشگاه‌هایی که در آن بازی کرده‌است می‌توان به باشگاه فوتبال نانت اشاره کرد.